# Top Wing
Top Wing è una serie animata canadese creata da Matthew Fernandes, prodotta da Industrial Brothers e 9 Story Media Group. È stata trasmessa dal 5 novembre 2017 su Nickelodeon negli Stati Uniti e ha fatto il suo debutto il 6 gennaio 2018 su Treehouse TV in Canada. Nel Regno Unito le principali voci del cast sono di attori britannici ed hanno preso il posto degli originali doppiatori canadesi. Il 22 maggio 2018 è stata annunciata la seconda stagione, sempre trasmessa da Nickelodeon il 1 marzo 2019. In Italia viene trasmessa dal 14 maggio 2018 su Nick Jr. e Cartoonito.

## Trama
Big Swirl Island è un posto abitato da vari uccelli e la serie animata racconta le avventure di quattro uccelli molto coraggiosi: Swift, Penny, Brody e Rod. Come nuovi cadetti che lavorano insieme all'Accademia Top Wing con il loro saggio mentore Speedy, essi compiono alcune missioni di salvataggio, da cui imparano lezioni molto importanti.

## Personaggi
Protagonisti
- Swift: è un uccello blu che ama volare con il suo flash wing, dolce, altruista e un po' combina guai, è innamorato di Penny, doppiato da Andrea Oldani.
- Penny: una femmina di pinguino molto intelligente e simpatica ama nuotare con il suo sottomarino. È innamorata di Swift. È doppiata da Sabrina Bonfitto.
- Brody: una pulcinella di mare che ama nuotare con il suo motoscafo ed è molto gentile, doppiato da Valentina Pallavicino.
- Rod: un galletto che ama andare in giro con il suo fuori strada, sempre pieno di energia, ma ha paura dei fantasmi e diventa nervoso se deve fare una cosa quando non se la sente, doppiato da Giuliana Atepi.
- Speedy: l'allenatore dei cadetti, è amichevole e saggio, doppiato da Massimo Di Benedetto.
- Bea: l'aiutante di Speedy, è simpatica ed è in grado di riparare tutto, doppiata da Martina Felli.
- Chirp e Cheep: due pulcini che fanno soltanto cip cip e sono i membri dei cadetti junior, doppiati da Annalisa Longo.
- Baddy McBat: pipistrello antagonista delle serie, che pilota il suo jet, doppiato da Simone Lupinacci.

## Episodi
| Stagione         | Episodi | Episodi | Prima TV USA | Prima TV Italia |
| ---------------- | ------- | ------- | ------------ | --------------- |
| Prima stagione   | 52      | 52      | 2017-2018    | 2018-2019       |
| Seconda stagione | 52      | 52      | 2019-2020    | 2019-2020       |